# قرار مجلس الأمن التابع للأمم المتحدة رقم 2094
قرار مجلس الأمن التابع للأمم المتحدة رقم 2094، الذي تم تبنيه بالإجماع في 7 مارس 2013، بعد الإشارة إلى جميع القرارات السابقة ذات الصلة بشأن الوضع فيما يتعلق بكوريا الشمالية، بما في ذلك القرارات 825 (1993)، 1540 (2004)، 1695 (2006)، 1718 (2006)، 1874 (2009) و2087 (2013)، أدان المجلس التجربة النووية الثالثة لجمهورية كوريا الشعبية الديمقراطية. علاوة على ذلك، فقد زاد من قوة الدول الأخرى لفرض هذه العقوبات.

## روابط خارجية
- نص القرار في undocs.org